# ASAMI KADO THE BEST 1979-1985
『ASAMI KADO THE BEST 1979-1985』は1987年4月21日にリリースされた門あさ美の4枚目のベスト・アルバムである。

## 収録曲

### Side 1
1. Fascination (3:08)
作詞：岡田冨美子　作曲：門あさ美　編曲：戸塚修 (『Fascination』より)
2. Lonely Lonely (4:16)
作詞・作曲：門あさ美　編曲：松任谷正隆 (『SACHET』より)
3. Blue (4:23)
作詞・作曲：門あさ美　編曲：戸塚修 (『Fascination』より)
4. Season (3:58)
作詞・作曲：門あさ美　編曲：瀬尾一三 (『セミヌード』より)
5. ハート半分 (3:49)
作詞・作曲：門あさ美　編曲：鈴木茂 (『SACHET』より)

### Side 2
1. Nice Middle (4:28)
作詞・作曲：門あさ美　編曲：松任谷正隆 (『セミヌード』より)
2. Morning Kiss (4:12)
作詞：岡田冨美子　作曲：門あさ美　編曲：戸塚修 (『Fascination』より)
3. Honey (3:12)
作詞・作曲：門あさ美　編曲：戸塚修 (シングル「Lonely Lonely」より)
4. 月を抱いたヴィーナス (3:55)
作詞・作曲：門あさ美　編曲：白井良明 (『BELLADONNA』より)
5. キサスキサス (4:05)
作詞・作曲：門あさ美　編曲：鷺巣詩郎 (『BELLADONNA』より)

### Side 3
1. 月下美人 (4:10)
作詞・作曲：門あさ美　編曲：松任谷正隆 (『セミヌード』より)
2. Mr. K (4:20)
作詞・作曲：門あさ美　編曲：大村雅朗 (『SACHET』より)
3. セ・シボン (3:24)
作詞・作曲：門あさ美　編曲：戸塚修 (『SACHET』より)
4. 美姫伝説 (3:22)
作詞・作曲：門あさ美　編曲：惣領泰則 (『麗 (u ra ra)』より)
5. お好きにせめて (4:13)
作詞・作曲：門あさ美　編曲：瀬尾一三 (『セミヌード』より)

### Side 4
1. 感度は良好 (3:49)
作詞・作曲：門あさ美　編曲：井上鑑 (『PRIVATE MALE』より)
2. GIN GIN (3:57)
作詞・作曲：門あさ美　編曲：惣領泰則 (『麗 (u ra ra)』より)
3. ミストレス (4:14)
作詞・作曲：門あさ美　編曲：井上鑑 (『PRIVATE MALE』より)
4. 自画像 (6:25)
作詞・作曲：門あさ美　編曲：井上鑑 (『セミヌード』より)
5. 香港クルーズ (3:50)
作詞・作曲：門あさ美　編曲：鷺巣詩郎 (『BELLADONNA』より)

## リリース日一覧
| 地域 | リリース日    | レーベル | 規格   | カタログ番号 | 備考  |
| ---- | ------------- | -------- | ------ | ------------ | ----- |
| 日本 | 1987年4月21日 | ユニオン | 30cmLP | PU-32～33    | 2枚組 |
| 日本 | 1987年4月21日 | ユニオン | 12cmCD | 48CH-244-5   | 2枚組 |